# بوعبدالله داوود
بوعبدالله داوود (انگلیسی: Bouabdellah Daoud؛ زادهٔ ۳ فوریهٔ ۱۹۷۸) بازیکن فوتبال اهل الجزایر بود.
از باشگاه‌هایی که در آن بازی کرده‌است می‌توان به باشگاه فوتبال اسپرانس تونس، باشگاه فوتبال المپیک شلف، باشگاه فوتبال مولودیه وهران، و باشگاه فوتبال القبائل اشاره کرد.
وی همچنین در تیم ملی فوتبال الجزایر بازی کرده‌است.